# あひるウイルス性腸炎

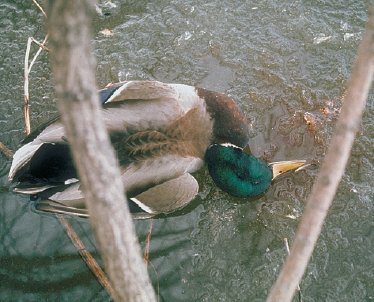
あひるウイルス性腸炎に罹患したマガモ。氷が鼻汁により血に染まった。

あひるウイルス性腸炎（あひるウイルスせいちょうえん、英:duck virus enteritis）とはあひる腸炎ウイルスを原因とするトリの感染症。あひるペスト(duck plague)とも呼ばれる。日本では家畜伝染病予防法において届出伝染病に指定されており、対象動物はアヒル。あひる腸炎ウイルスはヘルペスウイルス科に属するDNAウイルス。潜伏期間は3~7日。食欲減退、元気消失、鼻汁排出、水様性下痢などの症状を示し、急性経過で死亡する。ほとんどが死に至り、致死率は90%に達することもある。病理学的には諸臓器の点状出血および斑状出血、肝細胞や消化管粘膜上皮細胞に核内封入体が認められる。